# Базиліка святого Еммерама
48°19′07″ пн. ш. 18°05′14″ сх. д. / 48.318497222222° пн. ш. 18.087141666667° сх. д.

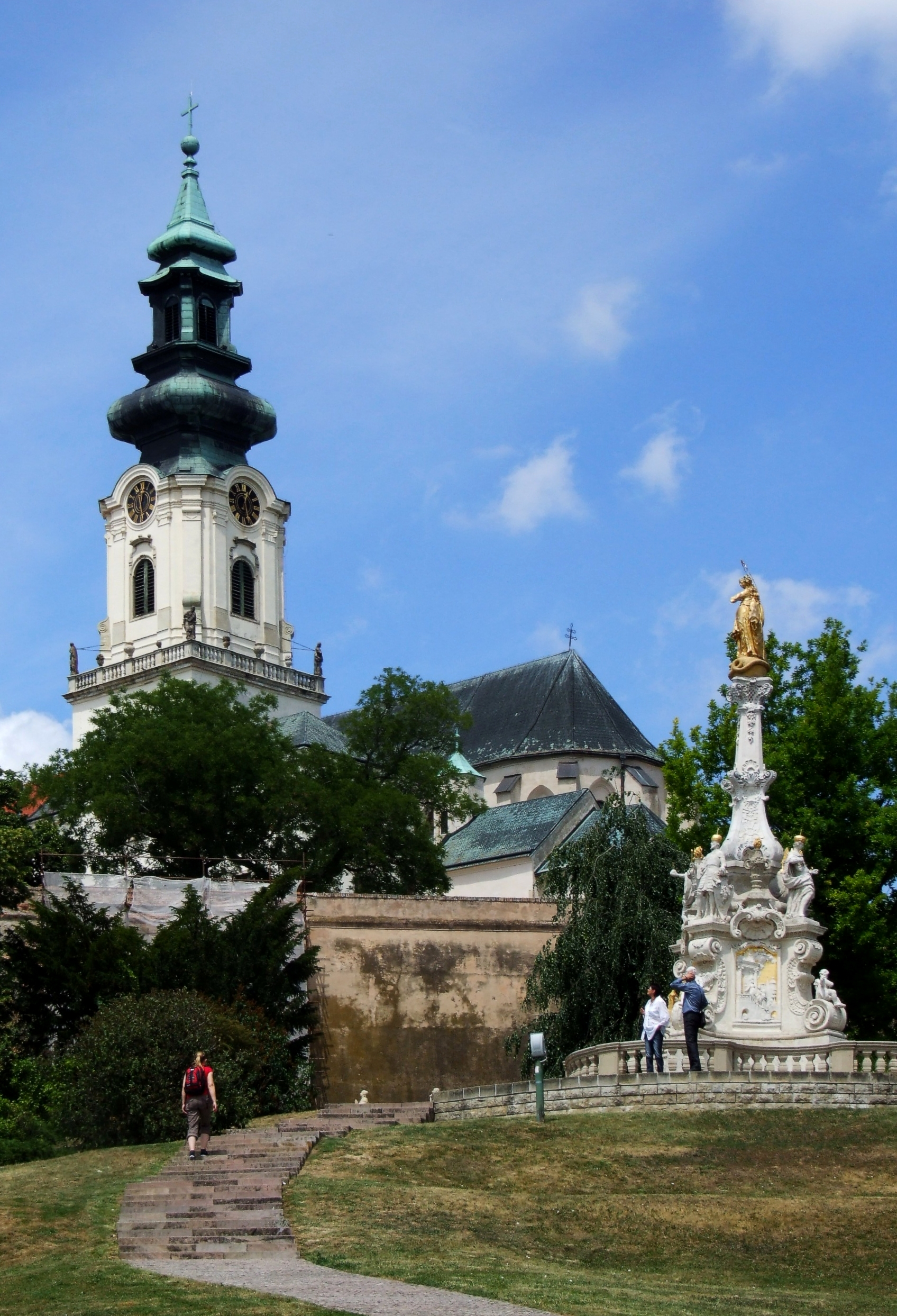
Базиліка святого Еммерама

Базиліка святого Еммерама (словацькою. Bazilika svätého Emeráma) — собор в Нітрі, побудований в готичному стилі. Собор є частиною Нітранського замкового комплексу. 
Верхня церква датується 1333—1355 р.р. У ротонді ХІ — ХІІ століття знаходиться срібна святиня 1674 р. На території замку також знаходиться реліквія — мощі святого Кирила. Нижня церква збудована в стилі бароко датується 1621—1642 р.р.